# Список миров Мультивселенной DC Comics
Мультивселенная DC (англ. DC Multiverse) — вымышленная конструкция непрерывности Мира, которая используется в публикациях DC Comics. За долгое время претерпела многочисленные изменения и каждый раз включает различные вселенные.
Первоначально не было никакой последовательности в отношении «Земель», даже в пределах той же самой Основной Истории, они будут прописаны как цифра словом в названии. Например: «Кризис на земле три!» (Лига Справедливости Америки (том 1) # 29, август 1964 г.) использует взаимозаменяемые «Земля-3» или «Земля-три», но это был не номер вселенной. Тем не менее традиция давать цифры мирам появились в «Самая опасная Земля» (Лига Справедливости Америки (том 1) # 30, сентябрь 1964 г.). Эта нумерация впервые была проигнорирована в кризисе на бесконечных Землях. Бесконечный кризис вернулся к первоначальной практике обозначения различных Земель с цифрами и это стало обычной практикой. В 52 и вовсе отсчёт начался заново, ссылаясь на альтернативные вселенные с цифрами.
В 2011-ом году после событий описанных в Flashpoint, была созданная новая Мультивселенная The New 52, которая начала новую нумерацию Вселенных.

## Обычная Вселенная
1. Земля-Альфа - Вселенная где происходит событие комиксов "Абсолютная вселенная[англ.]", где Дарксайд добился своего в неназванном линии времени. А также, в нем не существовало Силы Скорости.
2. Земля-9 — Вселенная сериала «Титаны».
3. Послекризисная Земля-9 — На этой Земле афроамериканский Супермен с огромными умственными способностями завоевал всю планету и поставил вне закона всех сверхмощных существ, за исключением тех, кто работает под его командованием. На политические отношения в этом мире повлияла эскалация кубинского ракетного кризиса в полноценный обмен ядерными ударами между США и Советским Союзом в 1962 году, в результате которого сгорели и Флорида, и Куба. Соединённые Штаты проводили тайные операции в Чехословакии в 1968 году, а Советский Союз все ещё существует как сверхдержава в 1990-х годах. Похожа на Землю-97 до Кризиса.
4. Земля-12 — Вселенная, где Земля могла быть домом для других комедийных супергероев, опубликованных DC. Кроме того, ссылки в серии указывают на версии членов Лиги справедливости, существовавшие в этой вселенной.
5. Земля-16 — Вселенная мультсериала «Юная лига справедливости»
6. Земля-17 — Вселенная, где основанные на Земле вокруг «мрачных и суровых» историй 1980-х годов, герои этой Земли на самом деле были частью эксперимента, созданного правительством. Жителями этой Земли были Сверхчеловек (двойник Супермена), сошедший с ума и разрушительный после заражения инфекцией, передающейся половым путём, чёрная и мускулистая Чудо-женщина, безымянный Флэш и Зелёный Фонарь в стиле панка.
7. Земля-30 — Вселенная, в которой происходили события комикса «Супермен. Красный сын».
8. Земля-32 — Вселенная, где Кэрол Феррис призналась в своей любви к Хэлу Джордану вместо Зелёного Фонаря и приняла его предложение руки и сердца, он в конце концов понял, что каким-то образом переместился в параллельную вселенную, которую он сравнил с домом JSA и назвал Землёй-32.
9. Земля-38 — Вселенная сериала «Супергёрл».
10. Посткризисная Земля-38 — Дом альтернативной версии Капитана Атома, лидера Атомных рыцарей.
11. Земля-40 — Вселенная где Билли Бэтсон — это Капитан Гром, Супербой вырос в Метрополисе, Чудо-женщина сражалась во Второй мировой войне, а Брюс Уэйн ушёл в отставку в середине 1960-х, чтобы уступить место новой команде Бэтмена и Робина.
12. Земля-43 — Вселенная, где Бэтмен с этой Земли стал вампиром.
13. Земля-66 — Вселенная сериала «Бэтмен» 1966-го года.
14. Земля-75 — Вселенная, в которой Супермен погиб от рук Лекса Лютора.
15. Земля-89 — Вселенная фильмов «Бэтмен» и «Бэтмен возвращается».
16. Земля-90 — Вселенная сериала «Флэш».
17. Земля-95 — Вселенная, где Джор-Эл и Лара увеличивают свой космический корабль, чтобы все они могли попасть на эту Землю.
18. Земля-96 — Вселенная, где события идут после фильмов «Супермен», «Супермен 2» и «Возвращение Супермена».
19. Земля-99 — Вселенная, в которой Бэтмен убивал противников, а также в старости носил экзоскелет, как в комиксе «Царство небесное».
20. Земля-117 — Вселенная, где Джор-Эл, Лара и Кал-Эл выжили после разрушения Криптона, а накидки — символ статуса.
21. Земля-136 — Вселенная, где на Земле нет Бэтмена.
22. Земля-167 — Вселенная сериала «Тайны Смолвиля».
23. Земля-203 — Вселенная сериала «Хищные птицы».
24. Земля-353 — Вселенная, где Кал-Эл был усыновлён Томасом и Мартой Уэйн, и став Суперменом, женился на Барбаре Гордон.
25. Земля-395 — Вселенная, на которой Кал-Эл высадился на Землю в средневековой Англии и выковал меч Экскалибур из металла на своём космическом корабле. Сэр Брюс из Уэйнсмура, также известный как Тёмный рыцарь, сражался против Мордреда и Рас аль Гула, пока не был окончательно запечатан в Авалоне вместе с королём Артуром (они были пробуждены во Второй мировой войне). Несмотря на то, что эти две истории происходили на одной Земле, они не происходили одновременно как и в Земле-Прайм.
26. Земля-666 — Вселенная сериала «Люцифер».
27. Земля-1198 — Вселенная, где ракетный корабль, на котором находился Кал-Эл, по непонятным причинам отклонился от своего пути к Земле и приземлился на Апоколипсе, где тиран Дарксайд поднял его и использовал его, чтобы помочь уничтожить Новый Генезис и завоевать Землю, пока Кал-Эл не восстал против него.

## New 52
1. Земля-Прайм (Земля-0) — Flashpoint #5 (Август 2011)
2. Земля-1 — Superman: Earth One (Декабрь 2010)
3. Земля-2 — Earth 2 #1 (2012)
4. Земля-3 — Justice League #23 (Октябрь-Ноябрь 2013)
5. Земля-33 (Земля-Прайм) — Земля реальной жизни не связывающий с оригиналом а связывающий с комиксом DC, где супергерои существуют только в художественной литературе. Таким образом, его единственный супергерой существует только в форме комикса.

## Вселенная «Стрелы»
1. Земля-0 — вселенная где обитают персонажи DC Comics.
  1. Земля-1 — вселенная, знаменитая своими жителями из комиксов DC. Здесь обитают такие персонажи, как Стрела, Флэш, Легенды завтрашнего дня, Обратный Флэш, Джон Константин и многие другие.
  2. Земля-2 — о данной вселенной известно сравнительно немного. Жители этой вселенной включают Харрисона Уэллса, Джесси Чемберс и Зума.
  3. Земля-3 — вселенная, показанная лишь один раз в сериале «Флэш». Она является родиной Джей Гаррика — ещё одного Флэша, и населена такими персонажами, как Флэш (Джей Гаррик) и Трюкач.
  4. Земля-10 — вселенная, где Нацистская Германия одержала победу во Второй мировой войне. Здесь обитают такие персонажи, как Чёрная Стрела, Овергёрл, Капитан Холод, Красный Торнадо и другие.
  5. Земля-38 — вселенная, где живут пришельцы, а также супергероиня Супергёрл и супергерой Супермен. Здесь находятся города Метрополис и Стар Сити. Здесь нет Флэша, Харрисона Уэллса, Стар Лабс, команды Флэша и некоторых других героев из других вселенных.
  6. Земля-666 — вселенная, где обитает Люцифер Морнингстар, известный как Дьявол. Кроме него, здесь проживают множество других удивительных персонажей.

## Multiversity Гранта Моррисона
20 августа 2014 года выходит в печать первый номер Multiversity, автором которого является небезызвестный Грант Моррисон. Данный комикс будет представлять собой сборник новелл, каждая из которых будет описывать каждую вселенную из пятидесяти двух возможных.

## В кинематографе

### Расширенная вселенная DC (DCEU)
| Обозначение    | Известные жители | Примечания | Первое появление                     |
| -------------- | --- | --- | ------------------------------------ |
| (без названия) | Персонажи Расширенной вселенной DC | - Основная вселенная DCEU от фильма «Человек из стали» (2013) до фильма «Аквамен и потерянное царство» (2023) | «Человек из стали» (2013)            |
| (без названия) | Персонажи телесериала «Приключения Супермена» (1952—1958) | | «Супермен и люди-кроты» (1951)       |
| (без названия) | Персонажи телесериала «Бэтмен» (1966—1968) и связанных с ним произведений                                                                                          | | «Hi Diddle Riddle» (1.01 — «Бэтмен») |
| (без названия) | Персонажи фильмов «Супермен» (1978), «Супермен 2» (1980), «Супермен 3» (1983), «Супердевушка» (1984) и «Супермен 4: В поисках мира» (1987)                         | | «Супермен» (1978)                    |
| (без названия) | Персонажи фильмов «Бэтмен» (1989) и «Бэтмен возвращается» (1992), Барри Аллен / Флэш, Генри Аллен, Нора Аллен, Кара Зор-Эл / Супергёрл, Кал-Эл, Генерал Зод, Фаора | - Игнорируются события фильмов «Бэтмен навсегда» (1995) и «Бэтмен и Робин» (1997), в которых роль Брюса Уэйна / Бэтмена исполнил не Майкл Китон. - Мать Барри Аллена, Нора, жива в этой реальности. - Артур Карри не родился. - Кал-Эл умер в младенчестве от рук генерала Зода. Вместо него на Землю попала его двоюродная сестра Кара Зор-Эл / Супергёрл. Если Зод не будет побеждён, Земля падёт. - Эта Земля схожа с Землёй-89 и временно́й шкалой Флэшпоинта. | «Бэтмен» (1989)                      |
| (без названия) | Джей Гаррик / Флэш | - На этой Земле Джея Гаррика сыграл Тедди Сирс, ранее исполнявший роль Хантера Золомона / Зума в телесериале «Флэш» (2014—2023). Во втором сезоне Зум маскировался под молодую версию Джея Гаррика. | «Флэш» (2023)                        |
| (без названия) | Кал-Эл / Кларк Кент / Супермен | - По всей видимости, эта реальность основана на отменённом фильме «Супермен жив». В ней Супермена играет Николас Кейдж, который должен был исполнить эту роль в отменённом фильме. | «Флэш» (2023)                        |
| (без названия) | Барри Аллен / Флэш, Генри Аллен, Брюс Уэйн, Артур Карри | - В финальной сцене фильма «Флэш» (2023) Барри Аллен попадает во вселенную, которая, по его мнению, является Расширенной вселенной DC. Впоследствии он удивляется тому, что Брюс Уэйн на этой Земле выглядит совершенно иначе. - В сцене после титров фильма «Флэш» Барри Аллен разговаривает с Артуром Карри с этой Земли, который, будучи в нетрезвом состоянии, выходит из бара.                                                                               | «Флэш» (2023)                        |

### Вселенная DC (DCU) и DC Elseworlds
Не исключено, что альтернативные вселенные, изображённые в DCEU, существуют и в этой мультивселенной.
| Обозначение    | Известные жители                                                      | Примечания | Первое появление   |
| -------------- | --------------------------------------------------------------------- | --- | ------------------ |
| (без названия) | Персонажи Вселенной DC                                                | - И хотя это уже пятый проект, действие которого разворачивается в рамках DCU, генеральный директор DC Studios Джеймс Ганн считает ленту «Супермен» (2025) истинным началом этой вселенной. Позже он подтвердил, что все проекты, выпущенные после этого фильма, будут прочно связаны между собой. | «Синий Жук» (2023) |
| (без названия) | Персонажи фильмов «Джокер» (2019) и «Джокер: Безумие на двоих» (2024) | - Вселенные этих проектов официально обозначены как DC Elseworlds | «Джокер» (2019)    |
| (без названия) | Персонажи фильма «Бэтмен» (2022) и связанных с ним произведений       | - Вселенные этих проектов официально обозначены как DC Elseworlds | «Бэтмен» (2022)    |